# Àcid kòjic
L'àcid kòjic és un agent de quelació produït per algunes espècies de fongs, especialment Aspergillus oryzae, conegut al Japó com a koji. És un subproducte que es forma durant el procés de fermentació de l'arròs en la producció de sake.